# Horatio Seymour
Horatio Seymour (ur. 31 maja 1810 w Pompey, zm. 12 lutego 1886 w Utice) – amerykański polityk. Kandydat na prezydenta w 1868 roku z ramienia Partii Demokratycznej.

## Życiorys
Urodził się 31 maja 1810 roku w Pompey i uczęszczał do lokalnych szkół. Studiował prawo w Utice. Został przyjęty do palestry w 1832 roku. W latach 30. pracował jako sekretarz wojskowy przy gubernatorze Williamie Marcym. W 1842 roku został wybrany na burmistrza Utiki. Osiem lat później po raz pierwszy kandydował na stanowisko gubernatora Nowego Jorku, jednak wybory przegrał. Po dwóch latach ponownie ubiegał się o to stanowisko i tym razem skutecznie. W 1856 roku starał się o reelekcję, jednak wybory przegrał, głównie z powodu jego sprzeciwu wobec ustawy prohibicyjnej. Działając w polityce stanowej, aktywnie wspierał program budowy ulepszeń Kanału Erie. Nie zabierał jednocześnie głosu w kwestii niewolnictwa czy wojny z Meksykiem.
W czasie wojny secesyjnej popierał stanowisko Unii, jednocześnie sprzeciwiając się polityce Abrahama Lincolna, zakładającej powszechny pobór do wojska, aresztowania polityczne i emancypację niewolników. W 1862 roku ponownie został wybrany gubernatorem Nowego Jorku. Podczas zamieszek w lipcu 1863 roku chciał położyć im kres, jednak jego koncyliacyjna postawa, osłabiła pozycję polityczną.
Po wojnie włączył się w odbudowywanie podzielonej Partii Demokratycznej. Został kandydatem na prezydenta w wyborach w 1868, startując przeciwko Ulyssesowi Grantowi. Uzyskał ponad 2,7 miliona głosów, co stanowiło drugi wynik wśród kandydatów (Grant uzyskał ponad 3 miliony). W Kolegium Elektorskim otrzymał 80 głosów, wobec 214 głosów dla Granta. Po porażce, Seymour wycofał się z polityki krajowej. Zmarł 12 lutego 1886 roku w Utice.
Jego żoną była Mary Bleecker; byli bezdzietni.